# Naomi Totka
Naomi Totka (* 19. Oktober 1995 in Budapest) ist eine ehemalige ungarische Tennisspielerin.

## Karriere
Totka spielte überwiegend Junioren- und ITF-Turniere. Sie gewann auf dem ITF Women’s Circuit zwei Einzel- und zwölf Doppeltitel.
Sie spielte seit Dezember 2017 keine Profiturniere mehr und wird seit November 2018 nicht mehr in den Weltranglisten geführt.

## Turniersiege

### Einzel
| Nr. | Datum             | Turnier | Kategorie   | Belag | Finalgegnerin  | Ergebnis |
| --- | ----------------- | ------- | ----------- | ----- | -------------- | -------- |
| 1.  | 12. April 2015    | Kairo   | ITF $10.000 | Sand  | Anna Morgina   | 6:2, 6:4 |
| 2.  | 29. November 2015 | Kairo   | ITF $10.000 | Sand  | Helen Ploskina | 6:2, 6:1 |

### Doppel
| Nr. | Datum              | Turnier             | Kategorie   | Belag     | Partnerin             | Finalgegnerinnen                     | Ergebnis           |
| --- | ------------------ | ------------------- | ----------- | --------- | --------------------- | ------------------------------------ | ------------------ |
| 1.  | 28. Juni 2013      | Neu-Delhi           | ITF $10.000 | Hartplatz | Rishika Sunkara       | Natasha Palha Prarthana Thombare     | 6:4, 4:6, [13:11]  |
| 2.  | 18. April 2015     | Kairo               | ITF $10.000 | Hartplatz | Marine Partaud        | Barbara Kötelesová Tereza Mihaliková | 6:2, 7:5           |
| 3.  | 9. Mai 2015        | Ashkelon            | ITF $10.000 | Hartplatz | Mariam Bolkwadse      | Laura Deigman Helene Scholsen        | 6:0, 6:2           |
| 4.  | 21. August 2015    | Port El-Kantaoui    | ITF $10.000 | Hartplatz | Sofía Luini           | Daria Tschernetsowa Jana Sizikowa    | 7:5, 1:6, [10:7]   |
| 5.  | 11. September 2015 | Tiberias            | ITF $10.000 | Hartplatz | Katharina Hering      | Francesca Stephenson Ana Veselinović | 6:4, 7:65          |
| 6.  | 29. November 2015  | Kairo               | ITF $10.000 | Sand      | Sandra Samir          | Ola Abou Zekry Ana Bianca Mihăilă    | 7:5, 6:79, [13:11] |
| 7.  | 13. März 2016      | Hammamet            | ITF $10.000 | Sand      | Julia Grabher         | Lina Gjorcheska Isabella Schinikowa  | 7:5, 1:6, [13:11]  |
| 8.  | 23. April 2016     | Scharm asch-Schaich | ITF $10.000 | Hartplatz | Anastassija Pribylowa | Ola Abou Zekry Despina Papamichail   | 6:1, 3:6, [14:12]  |
| 9.  | 20. Mai 2016       | Tel Aviv            | ITF $10.000 | Hartplatz | Vlada Ekshibarova     | Julija Kalabina Polina Monowa        | 6:2, 6:1           |
| 10. | 27. Mai 2016       | Tel Aviv            | ITF $10.000 | Hartplatz | Ana Veselinović       | Shelly Krolitzky Alona Pushkarevsky  | 2:6, 6:3, [10:6]   |
| 11. | 3. Juni 2016       | Kirjat Schmona      | ITF $10.000 | Hartplatz | Ana Veselinović       | Vlada Ekshibarova Keren Shlomo       | 6:1, 1:6, [10:6]   |
| 12. | 10. Juni 2016      | Akkon               | ITF $10.000 | Hartplatz | Vlada Ekshibarova     | Christina Shakovets Veronika Stotyka | 6:0, 3:6, [10:6]   |